# Ephraim Gothe
Ephraim Gothe (* 23. September 1964 in Lörrach) ist ein deutscher Politiker der SPD. Er ist Bezirksstadtrat für Stadtentwicklung und Facility Management im Bezirk Mitte von Berlin. Er war zuvor Staatssekretär für Bauen und Wohnen. Zeitweise war er Mitglied im Aufsichtsrat der Gewobag.

## Leben
Gothe legte 1984 sein Abitur am Katharineum in Lübeck ab und studierte von 1984 bis 1990 Bauingenieurwesen an der Technischen Universität München mit abschließender Diplomprüfung. Von 1994 bis 1999 war er als Stadtplaner im Hauptstadtreferat der Senatsverwaltung für Bau- und Wohnungswesen tätig. Von 2000 bis 2006 war er persönlicher Referent des Senatsbaudirektors von Berlin Hans Stimmann. Von 2004 bis 2006 leitete er die Architekturwerkstatt des Senatsbaudirektors.
Von 2006 bis 2011 war er Bezirksstadtrat für Stadtentwicklung im Bezirk Mitte von Berlin. Von 2012 bis 2014 war er Staatssekretär für Bauen und Wohnen in der Senatsverwaltung für Stadtentwicklung und Umwelt unter dem Senator und späteren Regierenden Bürgermeister Michael Müller.
2011 griff er öffentlich einen Vorschlag des Autors und Konzeptkünstlers Rafael Horzon auf, an der Stelle des abgerissenen Palasts der Republik statt des Stadtschlosses eine Glasblase mit 500 Metern Durchmesser zu errichten und darin ein „Deutsches Design Museum“ einzurichten.
2012 wurde Gothe in den Aufsichtsrat der Gewobag Wohnungsbau-Aktiengesellschaft Berlin berufen und übernahm den stellvertretenden Vorsitz des Gremiums.
Gothe ist seit November 2017 Bezirksstadtrat im Bezirk Mitte. In seinen Zuständigkeitsbereich fallen unter anderem das Stadtentwicklungsamt mit den Fachbereichen Stadtplanung, Bau- und Wohnungsaufsicht, Denkmalschutz und Kataster und Vermessung sowie Facility Management.
Gothe hat zwei Söhne und eine Tochter.